# Academia.edu
Academia.edu es un portal para académicos en formato de red social. Fue lanzado en septiembre de 2008. La plataforma puede ser utilizada para compartir artículos, monitorizar su impacto de accesos o facilitar búsquedas en campos particulares de conocimiento. Academia.edu fue fundado por Richard Price y Brent Hoberman entre otras personas. En 2014 poseía 18 millones de usuarios registrados, cinco millones de trabajos académicos y cerca de 15,7 millones de visitantes únicos por mes.

## Financiación
En noviembre de 2011, Academia.edu recibió 4,5 millones de dólares de las empresas Spark Capital y True Ventures. Antes de este hecho, cosechó 2,2 millones de dólares de Spark Ventures y de un conjunto de investigadores, entre ellos Mark Shuttleworth. En marzo de 2014, Academia.edu dijo poseer 17,7 millones de dólares de diversas organizaciones.

## Ciencia abierta
El sitio proclama que participa de la ciencia abierta y del movimiento de acceso abierto, respondiendo a una necesidad percibida en la distribución de la investigación científica, y ofrece una distribución instantánea y un sistema de revisión por pares que tenga lugar durante la distribución, en lugar de antes.
Sin embargo, Academia.edu no es un repositorio de acceso abierto y no es recomendable como una forma de autoarchivo para los investigadores siendo preferible el uso de repositorios institucionales, repositorios especializados, u otros de carácter general como Zenodo.

## Recepción
TechCrunch declaró que Academia.edu da a académicos una forma "poderosa y eficiente para distribuir sus investigaciones", y que ello "permitirá a los investigadores ser conscientes a través de herramientas de análisis especializadas de cuantos lectores acceden a sus artículos", además de funcionar de manera óptima en resultados de búsqueda a través de Google". Academia.edu refleja una combinación entre las normas de las redes sociales y las normas de los estándares académicos.

## Nombre de dominio
Academia.edu no es una universidad o institución de enseñanza superior y, de esa forma, no cuenta con los requisitos para su dominio ".edu". El nombre de dominio "Academia.edu" fue registrado en 1999, antes de existir una regulación que exigiese que nombres de ese tipo de dominio fuesen destinados a instituciones de enseñanza. Todos los sitios ".edu" registrados antes de 2001 no están sujetos a la correspondiente exigencia de ser una institución académica acreditada.